# Ruben A.
Ruben Alfredo Andresen Leitão GOSE • ComIH (Lisboa, 26 de maio de 1920 — Londres, 23 de setembro de 1975) foi um escritor, romancista, ensaísta, historiador, crítico literário, e autor de textos autobiográficos, português, com o pseudónimo Ruben A.

## Biografia
Nasceu a 26 de maio de 1920 na então Praça do Rio de Janeiro (atual Príncipe Real), freguesia das Mercês, em Lisboa. Era o filho mais novo de Ruben da Silva Leitão e Gardina Andresen. Como primos do lado materno contam-se a escritora Sophia de Mello Breyner Andresen e o arquiteto João Andresen; do lado paterno o pintor Ruy Leitão.
A sua vida estudantil foi atribulada, com várias mudanças de liceu e reprovações. Aos 18 anos, em 1938, vai viajar sozinho a Berlim e Viena, ficando a conhecer a Alemanha de Hitler durante 2 meses.
Preparou-se para entrar no curso de Ciências Histórico-Filosóficas em Lisboa, tendo recebido explicações de Agostinho da Silva. Depois de ter sido reprovado na cadeira de Psicologia, desiste e muda-se para Coimbra.
Licenciou-se na Universidade de Coimbra em Ciências Histórico-Filosóficas em 1945, onde foi colega do pensador Eduardo Lourenço. Fez uma tese de licenciatura sobre os textos e correspondência inédita do rei D. Pedro V, temática que irá explorar ao longo da sua vida.
Torna-se professor de francês num liceu. Em setembro de 1947, parte para Inglaterra para ser leitor no departamento de português no King's College de Londres, como bolseiro do Instituto para a Alta Cultura.
Foi professor no King's College, em Londres, de 1947 a 1952. Casou-se com Rosemary Bach, aluna do departamento no King's College, que será mãe dos seus 4 filhos: Alexandra, Catarina, Cristóvão e Nicolau.
Em setembro de 1950, investe o dinheiro da herança da venda da quinta do Campo Alegre, no Porto, na construção de uma casa de campo. Escolhe uma terra no Alto Minho, no lugar de Montedor, em Carreço, com o projeto de autoria do seu primo João Andresen.
A sua obra Páginas II escandaliza Salazar, resultando na demissão de Ruben Leitão no lugar de leitorado que ocupava em Londres e no seu regresso a Lisboa.
Foi funcionário da Embaixada do Brasil em Lisboa de 1954 a 1972. Nesta data, foi nomeado administrador da Imprensa Nacional-Casa da Moeda. Foi igualmente diretor-geral dos Assuntos Culturais do Ministério da Educação e Cultura. A 9 de julho de 1973, foi agraciado com o grau de Comendador da Ordem do Infante D. Henrique.
Nos anos 70, compra um monte perto de Estremoz, o Monte dos Pensamentos.
Divorcia-se de Rosemary e aceita o convite da Universidade de Oxford para ser docente no Saint Antony's College. Três dias depois de chegar a Londres, morre de ataque cardíaco. Foi enterrado em campa rasa no cemitério do Carreço; a sua campa tem um poema de Sophia de Mello Breyner Andresen.
Em 1976, a Comissão Administrativa da Câmara Municipal de Lisboa alterou a designação da Travessa das Chagas, na freguesia das Mercês, onde tinha nascido Ruben A. e perto da qual, na Rua do Monte Olivete, tinha residência, para Rua Ruben A. Leitão, ficando assim consagrado na toponímia da cidade.
A 23 de Setembro de 2020 foi feito Grande-Oficial da Antiga, Nobilíssima e Esclarecida Ordem Militar de Sant'Iago da Espada, do Mérito Científico, Literário e Artístico a título póstumo.

## Obras
- Triálogo
- Júlia
- Relato 1453
- D. Pedro V: um homem e um rei (biografia, 1950)
- Caranguejo (romance, 1954)
- Cores (contos, 1960)
- Cartas de D. Pedro V aos seus Contemporâneos (1961)
- A Torre da Barbela (romance, 1965)
- O Outro que era Eu (1966)
- O Mundo à Minha Procura (1964, 1966 e 1968)
- Páginas (seis diários publicados em 1949, 1950, 1956, 1960, 1967 e 1970)
- Silêncio para 4 (novela, 1973)
- Kaos (romance, 1982)